# Томас Фіцджеральд, граф Оффалі

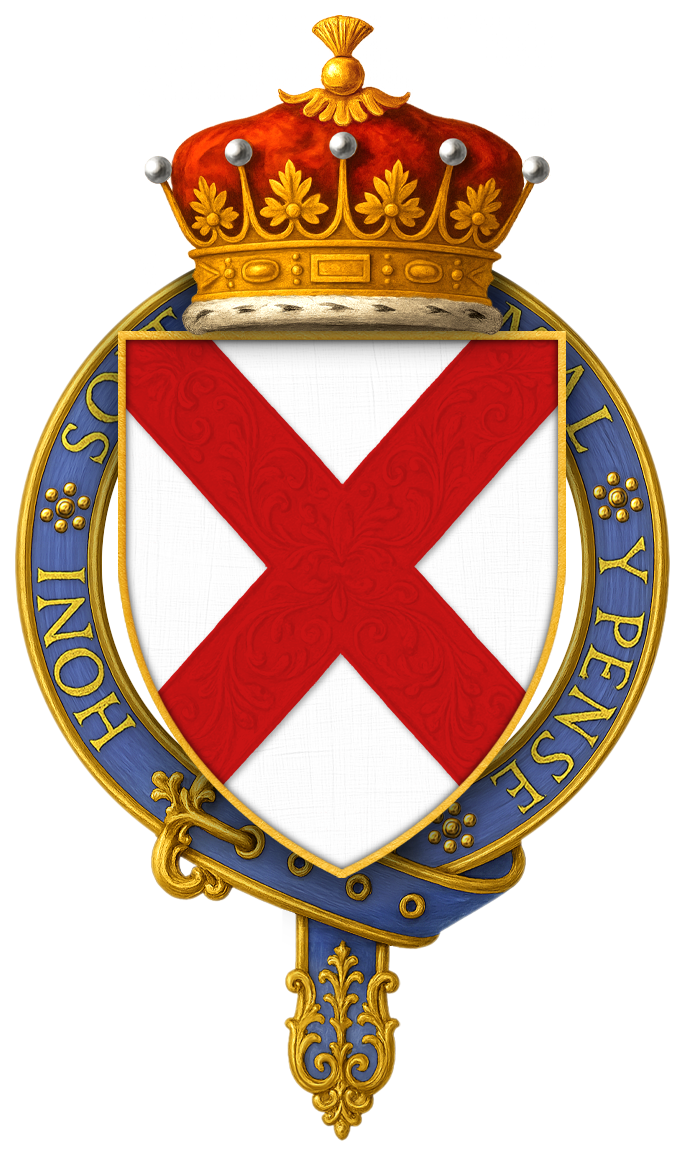
Герб герцогів Лейнстер.

Томас Фітцджеральд, граф Оффалі (англ. Thomas FitzGerald, Earl of Offaly; 12 січня 1974 — 9 травня 1997) — ірлдандський аристократ з династії Фіцджеральдів — його високоповажність Томас Фіцджеральд до 1976 року, граф Оффалі (1976—1997 роки). Єдиний син Моріса Фітцджеральда — маркіза Кілдер (потім ІХ герцога Лейнстер).
У 1997 році Томас Фіцджеральд загинув в автокатастрофі в Ірландії. У його пам'яті був створений фонд допомоги глухонімим (фонд Т. О.М.).
Томас Фітцджералд — граф Оффалі був похований у подвір'ї церкви Всіх Святих в місті Саттон Кортені.